# Rodesia del Sur en los Juegos Paralímpicos de Roma 1960
Rodesia del Sur (actualmente Zimbabue) estuvo representada en los Juegos Paralímpicos de Roma 1960 por una deportista femenina.

## Medallistas
El equipo paralímpico obtuvo las siguientes medallas:
| Nombre            | Deporte       | Evento                                   |
| ----------------- | ------------- | ---------------------------------------- |
| Oro               |               |                                          |
| Margaret Harriman | Tiro con arco | Ronda FITA clase abierta femenino        |
| Margaret Harriman | Tiro con arco | Ronda Windsor clase abierta femenino     |
| Plata             |               |                                          |
| Margaret Harriman | Natación      | 50 m crol incompleto clase 4 femenino    |
| Bronce            |               |                                          |
| Margaret Harriman | Natación      | 50 m braza incompleta clase 4 femenino   |
| Margaret Harriman | Natación      | 50 m espalda incompleta clase 4 femenino |